# НДІ «Буран»
Науково-дослідний інститут «Буран» — державне підприємство оборонно-промислового комплексу України, розташоване в місті Києві. Є розробником і виробником радіолокаційного обладнання для пасажирських, транспортних і військово-транспортних літаків й гелікоптерів.
Входить до переліку підприємств, які мають стратегічне значення для економіки й безпеки України.

## Історія
1987 року НДІ розпочав розробку авіоніки для літаків цивільної й військово-транспортної авіації.
12 липня 2001 року уряд України прийняв закон про державну підтримку підприємств авіабудівної галузі України, до переліку підприємств було включено й НДІ «Буран».
2000 року НДІ «Буран» розпочав роботи зі створення системи попередження зіткнень літаків у повітрі «СПС-2000», у 2003 році роботи зі створення системи «СПС-2000» було завершено й система була сертифікована, у 2004 році демонстраційний зразок було відкрито представлено на міжнародному авіакосмічному салоні «Авіасвіт-XXI», який проходив у Києві (система може бути встановлена на літаки Ан-70, Ан-140, Ан-148, Іл-96, Бе-200, Ту-204, Ан-72, Іл-114, Ан-74 и Ту-334).
У серпні 2005 року технічний директор НДІ «Буран» Олексій Косинський повідомив у інтерв'ю, що «СПС-2000» вже почали встановлювати на літаки української, вірменської й азербайджанської авіації.
14 березня 2007 роу відповідно до постанови № 428 Кабінету Міністрів України було створено державний концерн "Авіація України" (Державний концерн «Авіація України»), до складу якого було включено й НДІ «Буран» (пізніше, 30 жовтня 2008 року, концерн було перейменовано на державний авіабудівний концерн «Антонов»).
Влітку 2007 року київський завод «Радар» представив на авіасалоні МАКС-2007 метеонавігаційну станцію "Буран-А", розроблену спільно з НДІ «Буран».
Станом на 2008 рік підприємство:
- виготовляє й встановлює метеонавігаційну радіолокаційну станцію "Буран", багатофункціональний бортовий ідентифікатор МФІ, систему попередження зіткнень літаків у повітрі "СПС-2000" (TCAS II)[1]
- забезпечувало ремонт, гарантійне й післягарантійне обслуговування виготовленого обладнання[1]

9 червня 2010 року Кабінет Міністрів України прийняв постанову № 405, відповідно до якої НДІ увійшов до переліку підприємств авіапромисловості України, які отримують державну підтримку.
Після створення в грудні 2010 року державного концерну «Укроборонпром», в 2011 році НДІ «Буран» було включено до його складу.
У грудні 2012 року міністерство оборони України ухвалило рішення про розробку програми модернізації Су-24МР збройних сил України, у якій брали участь 24 українських підприємства (серед них й НДІ «Буран»). У квітні 2013 року було оголошено, що запропоновану програму модернізації Су-24МР освоїв Миколаївський авіаремонтний завод.